# Kadari (Gulripshi)
Kadari (en georgiano: კადარი) o Uarda Du (en abjasio: Уарда Ду) es una aldea que pertenece a la parcialmente reconocida República de Abjasia, parte del distrito de Gulripshi, aunque de iure pertenece al municipio de Gulripshi de la República Autónoma de Abjasia de Georgia.

## Toponimia
Hasta el 3 de septiembre de 1948, el nombre de la aldea era Chemberg (en georgiano: ჩემბერგი).

## Geografía
Kadari se encuentra en las estribaciones de los montes de Abjasia, en la orilla derecha del río Kodori. La aldea se encuentra a 57 km de Gulripshi y se administra desde el pueblo de Lata.

## Historia
Durante el período soviético se desarrolló la ganadería.

## Demografía
La evolución demográfica de Kadari entre 1959 y 1989 fue la siguiente:
| 222                                                 | 106 |
| (Fuente: Population of Abkhazia since Soviet times) |     |

Antes de la guerra de Abjasia, la mayoría de la población local eran armenios.